# El timbal
"El timbal" (títol original en anglès "The Drumhead") és el 21è episodi de la quarta temporada de la sèrie de televisió de ciència-ficció estatunidenca Star Trek: La nova generació, i el 95è de tota la sèrie. Es va emetre originalment en redifusió als Estats Units el 29 d'abril de 1991. Va ser dirigit per Jonathan Frakes, membre del repartiment. Pren la forma d'un drama judicial.
Ambientada al segle XXIV, la sèrie segueix les aventures de la tripulació de la nau de la Flota Estel·lar de la Federació Enterprise-D sota el comandament del capità Jean-Luc Picard. En aquest episodi, una explosió a bord de l'Enterprise condueix a una investigació d'alt nivell dirigida per l'almirall Norah Satie (Jean Simmons), una oficial retirada coneguda per la seva habilitat per exposar conspiracions.

## Argument
Quan una explosió dins de la cambra de diliti de la nau estel·lar Federació Enterprise sembla ser obra d'un sabotatge, el comandament de la Flota Estel·lar envia Norah Satie (Jean Simmons), una contraalmirall retirada de la Divisió Legal de la seva Secció de Serveis de Suport, per dirigir una investigació per descobrir-ne la causa.
Worf (Michael Dorn) descobreix que J'Dan (Henry Woronicz), un oficial d'intercanvi klíngon, havia estat utilitzant xeringues d'hiposprai modificades per codificar informació en seqüències d'aminoàcid per a transport secret. J'Dan admet la seva col·laboració amb els romulans però afirma que no va sabotejar la cambra. Satie i el Capità Jean-Luc Picard (Patrick Stewart) entrevisten membres de la tripulació que es van relacionar amb J'Dan, incloent-hi la Dra. Beverly Crusher i el tècnic mèdic Simon Tarses (Spencer Garrett). Mentrestant, l'enginyer en cap Geordi La Forge (LeVar Burton) i el tinent comandant Data (Brent Spiner) determinen que l'escotilla havia fallat a causa d'una simple fatiga, no de sabotatge.
Picard considera l'assumpte tancat, però Satie amplia la seva recerca de traïdors, revelant l'herència romulana de Tarses i qüestionant la culpabilitat de Picard després del seu temps com a Locutus de Borg. El cap de seguretat de la Flota Estel·lar, l'almirall Thomas Henry (Earl Billings), assisteix als tribunals. Picard comença a comparar el tribunal amb un timbal, que s'assembla a un consell de guerra de camp de batalla dels segles XVIII i XIX infame pels seus nombrosos errors judicials.
Picard recorda una cita del pare de Satie, Aaron Satie: "Amb el primer enllaç, la cadena està forjada. El primer discurs censurat, el primer pensament prohibit, la primera llibertat denegada, ens encadena a tots irrevocablement". Satie està enfurismada perquè invoca el seu pare i condemna Picard com a traïdor. L'almirall Henry s'enfada amb el fanatisme de Satie i atura qualsevol investigació addicional. Després de deixar la nau, Picard conversa en privat amb Worf, mostrant penediment per l'arrogància que ha demostrat com a humà del segle XXIV en comparació amb un del segle XX i anteriors ("Creiem que hem arribat tan lluny."), i assenyala que aquests fanàtics estan ben disfressats amb aparents bones paraules i fets, i la humanitat ha de romandre vigilant contra ells per protegir la seva llibertat.

## Repartiment i doblatge al català
La sèrie va ser doblada al català pels estudis Tramontana (primera part) i Soundtrack (segona part) i emesa a TV3 l’any 1991. Els dobladors de l'episodi foren:
| Personatge          | Actor/actriu    | Veu en català   |
| ------------------- | --------------- | --------------- |
| Jean-Luc Picard     | Patrick Stewart | Joan Crosas     |
| William Riker       | Jonathan Frakes | Antoni Forteza  |
| Data                | Brent Spinner   | Joaquim Sota    |
| Geordi La Forge     | LeVar Burton    | Aleix Estadella |
| Worf                | Michael Dorn    | Enric Arquimbau |
| Beverly Crusher     | Gates McFadden  | Aurora Garcia   |
| Deanna Troi         | Marina Sirtis   | Victòria Pagès  |
| Almirall Nora Satie | Jean Simmons    | Núria Cugat     |
| Sabin Genestra      | Bruce French    | Pep Ribas       |
| J'Ddan              | Henry Woronicz  | Joan Pau Piquè  |
| Simon Tarses        | Spencer Garrett | Marc Zanni      |
| Almirall Henry      | Earl Billings   | ?               |

## Producció
Al principi del desenvolupament de "El timbal" hi havia la idea de produir un episodi de baix cost. Inicialment, es va considerar un programa de clips, és a dir, un episodi que fes un ús extensiu de material d'episodis anteriors. Els productors Michael Piller i Rick Berman van abandonar ràpidament aquest pla, ja que l'episodi 22 de la segona temporada ("Ombres argentades") ja havia estat concebut com un programa de clips, i el resultat havia estat rebut extremadament negativament pels espectadors i la crítica.
En comptes d'això, Jeri Taylor va desenvolupar un drama judicial basat en una idea de Ronald D. Moore que pretenia demostrar que la caça de bruixes, suposadament superada, com ara el judici a les Bruixes de Salem o la campanya anticomunista del senador estatunidenc Joseph McCarthy també poden ocórrer a la societat progressista del segle XXIV.
Segons el director Jonathan Frakes, diverses escenes es van extreure de drames judicials coneguts com ara El motí del Caine i Els judicis de Nuremberg.

## Recepció
Zack Handlen de The A.V. Club va donar a l'episodi una qualificació A. Keith DeCandido de Tor.com li va donar una puntuació de 3 sobre 10.
"El timbal" va ser qualificat com el 15è millor episodi de Star Trek: La nova generació el 2016 per The Hollywood Reporter. L'actor Michael Dorn, que va interpretar el personatge Worf a la sèrie, ha declarat que aquest va ser el seu episodi preferit de la sèrie, i en particular li va agradar l'escena de Worf i Picard al final de l'episodi.
El 2014, "El timbal" va ser qualificat com el 34è millor episodi de Star Trek per io9, en revisar els 100 millors episodis de totes les sèries fins aleshores (incloses les sèries de televisió animades i d'acció real). El 2018, Tom's Guide va classificar "El timbal" com un dels 15 millors episodis amb Picard. El 2017, Den of Geek va classificar el paper de Jean Simmons com una de les deu millors estrelles convidades a Star Trek: La nova generació.
El 2017, Vulture.com va classificar aquest episodi com un dels millors de Star Trek: La nova generació.
El 2018 Entertainment Weekly va classificar "El timbal" om un dels deu millors moments de Jean-Luc Picard. El 2018, Popular Mechanics va destacar "El timbal" com un dels millors episodis de Picard, i com a visionat recomanat perquè el públic es prepari per a una nova sèrie de televisió basada en aquest personatge, Star Trek: Picard.
El 2019, The Hollywood Reporter el va classificar entre els 25 millors episodis de Star Trek: La nova generació, destacant l'actuació de l'estrella convidada Jean Simmons i el seu avís narratiu sobre aquells que propaguen la por, els biaixos fanàtics i el Maccarthisme..
El 2020, Games Radar va recomanar veure aquest episodi abans de veure Star Trek: Picard.
El 2020, Space.com va considerar el discurs de Picard (que comença "Amb el primer enllaç, la cadena està forjada. El primer discurs censurat. El primer pensament prohibit. La primera llibertat negada, ens encadena a tots irrevocablement") com un dels deu millors moments del personatge.
El 2020, ScreenRant va classificar "El timbal" com l'episodi més important de TNG amb un missatge moral, assenyalant que "en una era de xarxes socials i notícies falses fora de control, la retòrica de l'almirall Satie s'ha portat a extrems bojos dins de la nostra cultura, obligant-nos a examinar una vegada més la nostra propensió a ser víctimes de teories de la conspiració i agendes nefastes perpetuades per actors de mala fe".

## Estrena en mitans domèstics
Aquest episodi apareix al DVD Star Trek: The Next Generation – Jean-Luc Picard Collection, només per a la Regió 1, publicat el 2004.
La CBS va anunciar el 28 de setembre de 2011, en celebració del vint-i-cinquè aniversari de la sèrie, que  Star Trek: La nova generació seria completament remasteritzada en vídeo d'alta definició a partir dels negatius originals de la pel·lícula de 35 mm. Per a la remasterització, es van reescanejar i reeditar gairebé 25.000 rodets de pel·lícula original, i tots els efectes visuals es van recomposar digitalment a partir de negatius originals de gran format i preses CGI de nova creació. El llançament va anar acompanyat de DTS Master Audio 7.1. El 30 de juliol de 2013, "El timbal" es va publicar en alta definició de 1080p com a part del conjunt de Blu-ray de la temporada 4 als Estats Units. El conjunt es va llançar el 29 de juliol de 2013 al Regne Unit.
Aquest episodi es va publicar amb la caixa del DVD de la quarta temporada de Star Trek: La nova generació, llançada als Estats Units el 3 de setembre de 2002.

### Citacions
1. 1 2  El timbal a eldoblatge.com
2. 1 2  Zack Handlen. «Qpid/The Drumhead».  The A.V. Club, 20-01-2011. [Consulta: 2 desembre 2020].
3. ↑  «The Greatest Star Trek Quotes».   John Petrie. Arxivat de l'original el December 26, 2012. [Consulta: 28 desembre 2012].
4. ↑  Fitxa de doblatge de Star Trek: La nova generació a eldoblatge.com
5. 1 2  Edward Gross, Mark A. Altman: Captains' Logs: The Unauthorized Complete Trek Voyages. Little Brown & Co., Boston 1995, ISBN 0-316-32957-6, S. 219–220.
6. ↑  DeCandido, Keith R. A. «Star Trek: The Next Generation Rewatch: "The Drumhead"». Tor.com, 04-05-2012.
7. ↑  McMillan, Graeme; Couch, Aaron. «'Star Trek: The Next Generation' — The 25 Greatest Episodes». The Hollywood Reporter, 21-09-2016.
8. ↑  Charlie Jane Anders. «The Top 100 Star Trek Episodes Of All Time!». Gizmodo, 2014.
9. ↑  «The 15 Best Capt. Picard Episodes of Star Trek». Tom's Guide, 12-08-2018. [Consulta: 26 març 2019].
10. ↑  «Star Trek: The Next Generation — 10 Great Guest Performances». Den of Geek, 27-09-2017. [Consulta: 10 juny 2019].
11. ↑  «A Beginner's Guide to the Star Trek Universe». Vulture.com, 25-09-2017. [Consulta: 28 juliol 2019].
12. ↑  «10 best 'Star Trek' moments from Patrick Stewart's Jean-Luc Picard». EW.com. [Consulta: 26 juny 2019].
13. ↑  Grossman, David. «12 'Star Trek: The Next Generation' Episodes That Will Make You Fall in Love With Picard All Over Again». Popular Mechanics, 06-08-2018. [Consulta: 27 juny 2019].
14. ↑  «'Star Trek: The Next Generation' – The 25 Best Episodes». The Hollywood Reporter, 23-05-2019. [Consulta: 27 maig 2019].
15. ↑  Salmon, Will. «10 key Star Trek: The Next Generation episodes to watch before Picard». gamesradar, 21-01-2020. [Consulta: 28 gener 2020].
16. ↑  «Star Trek: The Next Generation: 10 Most Important Episodes With A Moral Message». ScreenRant, 28-02-2020. [Consulta: 15 febrer 2021].
17. ↑  «Star Trek: The Next Generation – The Jean-Luc Picard Collection».   TVShowsOnDVD.com. Arxivat de l'original el July 3, 2015. [Consulta: 28 febrer 2020].
18. ↑  «Star Trek: The Next Generation: Blu-Ray Release», 10-07-2012. Arxivat de l'original el July 15, 2012. [Consulta: 10 juliol 2012].
19. ↑  «Star Trek: The Next Generation – Season 4 Blu-ray Review | High Def Digest». highdefdigest.com. [Consulta: 1r març 2021].
20. ↑  Miller III, Randy. «Star Trek: The Next Generation – Season Four (Blu-ray)».   DVD Talk, 28-07-2013. [Consulta: 19 novembre 2014].
21. ↑   «Star Trek: The Next Generation Season 4 Blu-Ray Review». Sci-Fi Now, 29-07-2013.
22. ↑  Ordway, Holly E. «Star Trek the Next Generation – Season 4». , 09-09-2002.
23. ↑  «Simmons, Jean».   StarTrek.com. [Consulta: 28 desembre 2012].
24. ↑  «ST:TNG: Final Unity: Michael Dorn Interview».   TrekCore.com. [Consulta: 12 març 2008].
25. ↑  «Rick Berman Answers Your Questions – Part 1».  StarTrek.com, 01-03-2011. [Consulta: 6 abril 2011].